# میفیلد هایتس (اوهایو)
میفیلد هایتس(به انگلیسی: Mayfield Heights) شهری در ایالت اوهایو کشور ایالات متحده آمریکا است که جمعیت آن در سرشماری سال ۲۰۱۰ میلادی، ۱۹٬۱۵۵ نفر بوده‌است.